# موسى لكروت
موسى لكروت (1986-2020) كان ممثلًا مسرحيًا جزائريًا. عمل بالمسرح الجهوي لمدينة سيدي بلعباس.

## سيرة
مثل لكروت في العديد من الأعمال المسرحية مثل «القراب والصالحين» للمسرح الجهوي للعلمة و«الحي القديم» لهشام بوسهلة و «موسوساراما» للمسرح الجهوي لسعيدة بالإضافة إلى العمل الموجه للأطفال "بيبو ومدينة الأحلام".

## جوائز
حاز على جائزة أحسن دور رجالي واعد في المهرجان الوطني السابع للمسرح المحترف في 2012 عن مسرحية «ماذا ستفعل الآن؟».

## الوفاة
توفي يوم السبت 8 أغسطس 2020 بسيدي بلعباس عن عمر يناهز 33 عاما. وذلك بعد إنقاذه لطفلين، لتباغته امواج البحر ويصاب في عرض البحر.